# Ronald Gardiner
Ronald Gardiner (ur. 16 lutego 1969) – piłkarz z Turks i Caicos grający na pozycji pomocnika, reprezentant na arenie międzynarodowej.

## Kariera reprezentacyjna
Podczas eliminacji do Mistrzostw Świata 2002 Gardiner wystąpił w dwóch spotkaniach, w których wchodził z ławki rezerwowych; w pierwszym reprezentacja Turks i Caicos na wyjeździe podejmowała reprezentację Saint Kitts i Nevis, a Gardiner w 79. minucie meczu zastąpił Iana Hurdle'a. Mecz przebiegał jednak pod dyktando reprezentantów Saint Kitts i Nevis, którzy gościom strzelili osiem bramek (goście nie strzelili żadnego). W meczu rewanżowym reprezentanci Saint Kitts i Nevis pokonali swoich rywali 6–0, a Gardiner pojawił się na placu gry w 55. minucie, zmieniając Frasera Parka. Jak się później okazało, była to jedyna większa impreza, w której Gardiner miał okazję reprezentować barwy narodowe.